# Tana (rijeka u Norveškoj)
Tana je rijeka na sjeveru skandinavskog poluotoka. 
Protječe kroz Norvešku i Finsku.

## Tok rijeke
Tana nastaje sutokom rijeka Anarjohka i Karasjohka. U svome gornjem toku rijeka čini granicu između Finske i Norveške u duljini od 256 km. Zadnjih 105 km protječe kroz Norvešku gdje se ulijeva u fjord Tanafjorden, čineči jednu od najvećih riječnih delta u Europi.
Rijeka je poznata po ribolovu na losose, te na pastrve. Godine 2002. uhvaćeno je 99546 kg lososa i 4426 kg pastrva. Najveći losos uhvaćen na rijeci težio je 36kg (uhvaćen 1929.g.).

## Vanjske poveznice
|  | Zajednički poslužitelj ima još gradiva o temi Tana (rijeka u Norveškoj) |